# ルッシ
ルッシ（伊: Russi）は、イタリア共和国エミリア＝ロマーニャ州ラヴェンナ県にある、人口約12,000人の基礎自治体（コムーネ）。

## 地理

### 位置・広がり

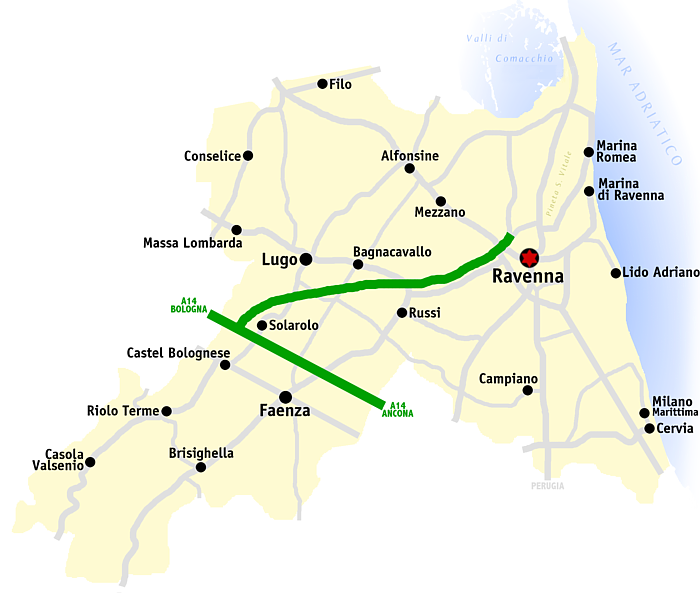
ラヴェンナ県概略図

ラヴェンナ県中部に位置する。

#### 隣接コムーネ
隣接するコムーネは以下の通り。括弧内のFCはフォルリ＝チェゼーナ県所属を示す。
- バニャカヴァッロ
- ファエンツァ
- フォルリ (FC)
- ラヴェンナ

### 気候分類・地震分類
ルッシにおけるイタリアの気候分類 (it) および度日は、zona E, 2469 GGである。
また、イタリアの地震リスク階級 (it) では、zona 2 (sismicità media) に分類される。

## 姉妹都市
- サルッジャ、イタリア
- ボップフィンゲン（ドイツ語版）、ドイツ
- ボーモン、フランス
- Podbořany、チェコ